# Řád Odznak cti
Řád Odznak cti (rusky орден "Знак Почёта") bylo civilní vyznamenání Sovětského svazu.
Řád byl zřízen výnosem Ústředního výkonného výboru SSSR ze dne 25. listopadu 1935. Pravidla pro nošení řádu, barvu stuhy a její umístění na vyznamenání schválila vyhláška Prezidia Nejvyššího sovětu SSSR „O schvalování vzorů a popisu stuh pro řády a medaile SSSR a Pravidla pro nošení řádů, medailí, řádových stuh a odznaků“ ze dne 19. června 1943.
Řád se uděloval občanům SSSR za vynikající výsledky ve výrobě, vědeckém výzkumu a společenské, kulturní a jiné formě společenské činnosti, za podporu hospodářských, vědeckých, technologických, kulturních a jiných vazeb mezi SSSR a jinými zeměmi, a také za významný přínos v oblasti základního a aplikovaného výzkumu.
Řád byl udělen 1 574 368krát.
Výnosem prezidia SSSR z 28. prosince 1988 byl „Řád Odznak cti“ nahrazen „Řádem cti“ (rusky Орден Почёта).

Po rozpadu SSSR byl nahrazen „Řádem cti“ Ruské federace, který byl zřízen výnosem prezidenta č. 1/1998. 442 ze dne 2. března 1994.

## Statut řádu
Řád čestného odznaku byl zřízen k ocenění vynikajících výsledků ve výrobě, vědeckém výzkumu, veřejné, společensko-kulturní, sportovní a jiné společensky prospěšné činnosti a občanské statečnosti. 2.
Čestný řád se uděloval:
- občanům SSSR;
- podnikům, sdružením, institucím, organizacím, okresům, městům a jiným obcím.

Čestný řád mohl být udělen i osobám, které nebyly občany SSSR, a také podnikům, institucím, organizacím a obcím cizích států.
Vyznamenání se udělovalo za:
- vysoké výrobní výsledky v průmyslu, zemědělství, stavebnictví, dopravě, komunikacích, obchodu, veřejném stravování, bydlení a komunálních službách, spotřebitelských službách a dalších odvětvích národního hospodářství
- dosažení vysoké produktivity práce, zlepšení kvality výrobků, snížení materiálových a mzdových nákladů na jejich výrobu a dosažení úspěchu při zvyšování efektivnosti společenské výroby
- vynikající výsledky v socialistické soutěži o plnění plánů
- zavádění nových technologií a pokročilých zkušeností do výroby a zvláště cenných vynálezů a racionalizačních návrhů
- za úspěchy ve vědecko-výzkumné činnosti
- úspěchy v oblasti sovětské kultury, literatury a umění, úspěchy ve vzdělávání a komunistické výchově mladé generace, ve výchově vysoce kvalifikovaných pracovníků, v poskytování zdravotnických služeb obyvatelstvu, v rozvoji tělesné kultury a sportu a v další společensky prospěšné práci
- zásluhy na posílení obranyschopnosti země
- produktivní státní a společenské aktivity
- zásluhy o rozvoj hospodářských, vědeckých, technických, kulturních a jiných vazeb mezi SSSR a ostatními zeměmi
- za statečné a vynalézavé činy při záchraně životů, ochraně veřejného pořádku, boji proti přírodním katastrofám a dalších projevech občanské statečnosti

Dne 28. prosince 1988 byl výnosem Prezidia Nejvyššího sovětu SSSR schválen nový statut Čestného řádu a jeho popis.

## Popis
Řád Odznak cti má podobu oválu, který je po stranách orámován dubovými ratolestmi. Uprostřed jsou postavy dělníka a dělnice, kteří vlevo a vpravo nesou symetrické transparenty s nápisem „Proletáři všech zemí, spojte se!“ (Пролетарии всех стран, соединяйтесь!).

V horní části řádu je pěticípá hvězda s reliéfním nápisem „SSSR“ v pozadí praporů. Ve spodní části dekorace je reliéfní nápis „Odznak cti.“

Prapory a hvězda jsou pokryty rubínově červeným smaltem a lemovány zlacenými okraji. Štítek standarty a nápisy jsou zlacené. Dubové ratolesti, spodní část dekorace a její celkové pozadí jsou oxidované.

Stuha je vyrobena ze světle růžové hedvábné moaré stuhy se dvěma podélnými oranžovými pruhy po okrajích. Šířka stuhy je 24 mm, šířka pruhů je 3,5 mm.
Řád Odznak cti je vyroben ze stříbra.

Výška ozdoby je 46 mm a šířka 32,5 mm.

Ozdoba je spojena s pětiúhelníkovým kvádrem pomocí očka a kroužku.
Poté, co byl Řád Odznak cti v roce 1988 přejmenován na Řád cti, se jeho podoba mírně změnila. Řád cti se od řádu Čestného odznaku liší tím, že nápis "Odznak cti" na spodní části averzu byl nahrazen kresleným reliéfním obrazem srpu a kladiva a dvou rozeklaných vavřínových ratolestí. Plaketa je připevněna k líci řádu dvěma kolíčky. Při přechodu z Řádu Odznak cti na Řád cti nebylo číslování odznaků přerušeno.